# لغات مسكوكية
اللغات المَسكوكية أسرة لغات محكية في جنوب شرق الولايات المتحدة. من بين أشهر لغات هذه الأسرة اللغة المسكوكية لغة شعب المسكوكيين.